# 道の駅宮地岳かかしの里
道の駅宮地岳かかしの里（みちのえき みやじだけかかしのさと）は、熊本県天草市にある国道266号の道の駅である。

## 施設
建物は、2012年3月で閉校した天草市立宮地岳小学校の校舎を再利用している。
- 駐車場 38台
- トイレ 17器
- ベビーコーナー
- 直売所
- レストラン
- 公衆電話
- 体育館
- 情報発信コーナー
- 「かかし」の常設展示
- イベント広場
- デイサービス施設
- 貯水タンク

## アクセス
- 国道266号 - 登録路線